# クエンティン・マサイス
クエンティン・マサイス（英: Quentin Massys,蘭: Quinten Massijs、1465/66年 - 1530年）は、フランドルの画家。その生涯を通じて、主に宗教画、風俗画、肖像画等を多く描き、その作風はイタリア・ルネサンスと北方ルネサンスとの融合といえる。

## 略歴
1465年あるいは1466年にルーヴェンで生まれ、父親は腕の立つ鍛冶屋であった。1507年に完全に独立した画家となるまでのマサイスの経歴には不明な点が多い。おそらくはルーヴェンのディルク・ボウツの工房で修業した。1491年にアントワープに移り同地の画家組合に親方として登録、この頃より大画家としての名声を得た。1492年頃に最初の妻と結婚し、3人の子をもうけた。1508年に再婚し、さらに10人の子をもうけ、その中にはフォンテーヌブロー派の影響を強く受けた画家ヤン・マサイスがいる。同名の孫（ヤンの息子）クエンティン・マサイスもやはり著名な画家である。1530年に疫病で没した。
マサイスは、当初はウェイデン、ボウツ、グースらの影響を受けた宗教的題材を描いていたが、次第に風俗的絵画へと移っていった。画風も技巧的で優雅なものとなり、アントワープにおける代表的なマニエリスム様式の画家になった。マサイスがイタリア絵画、特にダ・ヴィンチに深く傾倒していたのは明らかであり、それは例えばスフマートの技法やカリカチュア、肖像画の構図に見て取れる。またファン・エイクの伝統的手法からも多くを学んでいたようである。晩年には画力の衰えが見られ、絵に感傷的傾向が強まっていった。
マサイスの風俗画には、道徳教訓的な内容がしばしば見られる。いわゆる人間の不徳、生命の儚さの告発であり、マサイスは絵画史におけるこのジャンルの開拓者とみなされている。例えば代表作『両替商とその妻』や『不釣り合いなカップル』は、エラスムスの著作との関連が指摘される。後者のモチーフは、『痴愚神礼讃』の一節「小娘に惚れこんで、うぶな若僧そこのけの狂気沙汰をやってのける」（渡辺一夫訳）にあたるものである。（マサイスはエラスムスと知己であり、彼の肖像画も描いている。）またそれらの風俗画にはグロテスクへの偏愛が見て取れ、ダ・ヴィンチと同じく若者と老人の組み合わせに妙味を感じていたようである。

## 代表作
- 『聖なる親族祭壇画』（1507年-1509年）ブリュッセル王立美術館
- 『聖母子と天使たち』（1509年ごろ）リヨン美術館
- 『指物師ギルドの祭壇画』 (キリストの哀悼の祭壇画)（1511年ごろ）アントワープ王立美術館
- 『醜女の肖像』（1513年頃）ナショナル・ギャラリー（ロンドン）
- 『聖母子と子羊』（1513年頃）ポズナン国立美術館（英語版） - ダ・ヴィンチの影響が見られる
- 『両替商とその妻』（1514年）ルーヴル美術館 (ルーヴル・アブダビに寄託)[10]
- 『エラスムスの肖像』（1517年）バルベリーニ美術館
- 『ペトルス・アエギディウスの肖像』（1517年以降）ロング・フォード（アイルランド）、ラドノール・コレクション
- 『不釣り合いなカップル』（1520年代）ナショナル・ギャラリー（ワシントン）

## ギャラリー

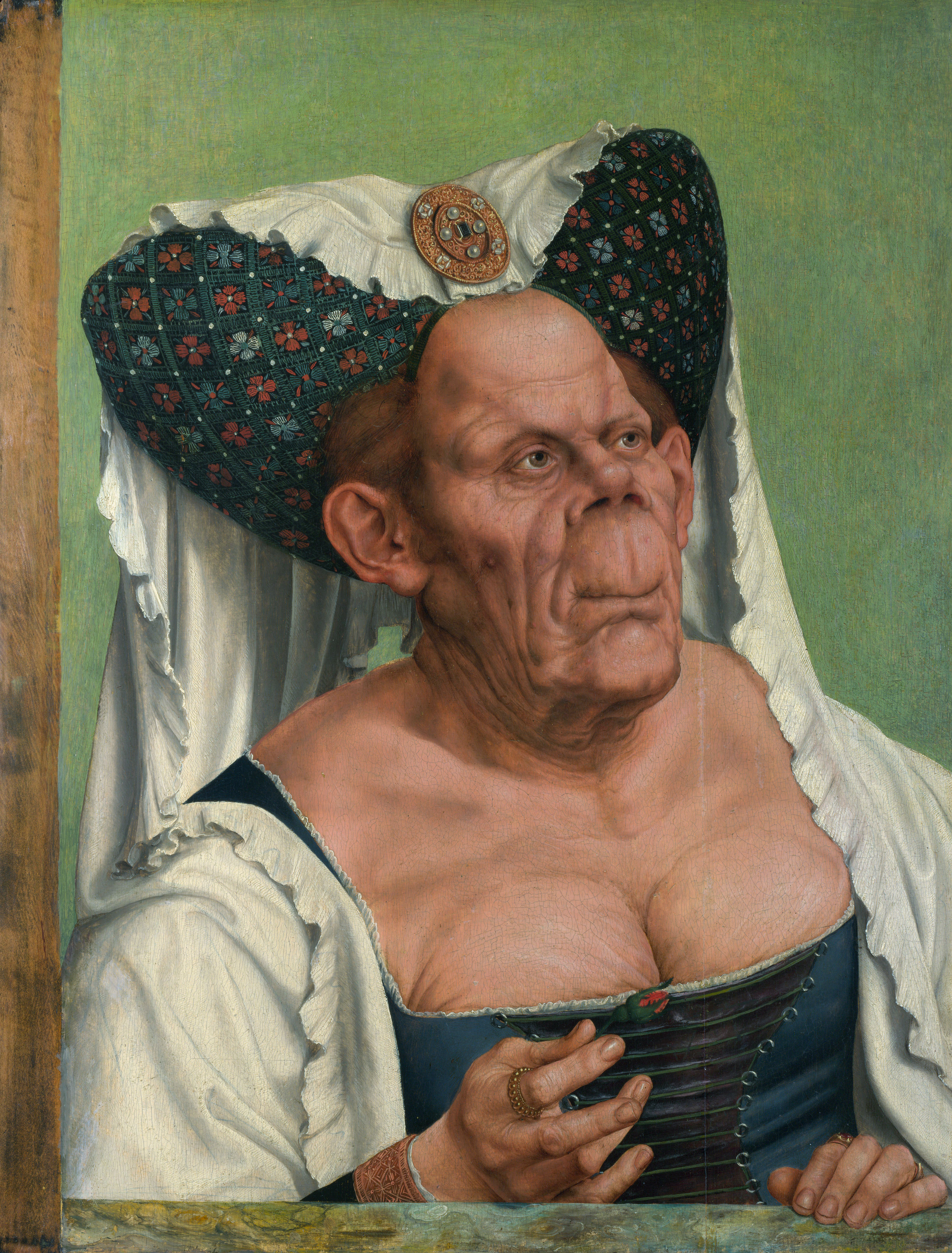
『醜女の肖像』、ナショナル・ギャラリー (ロンドン)
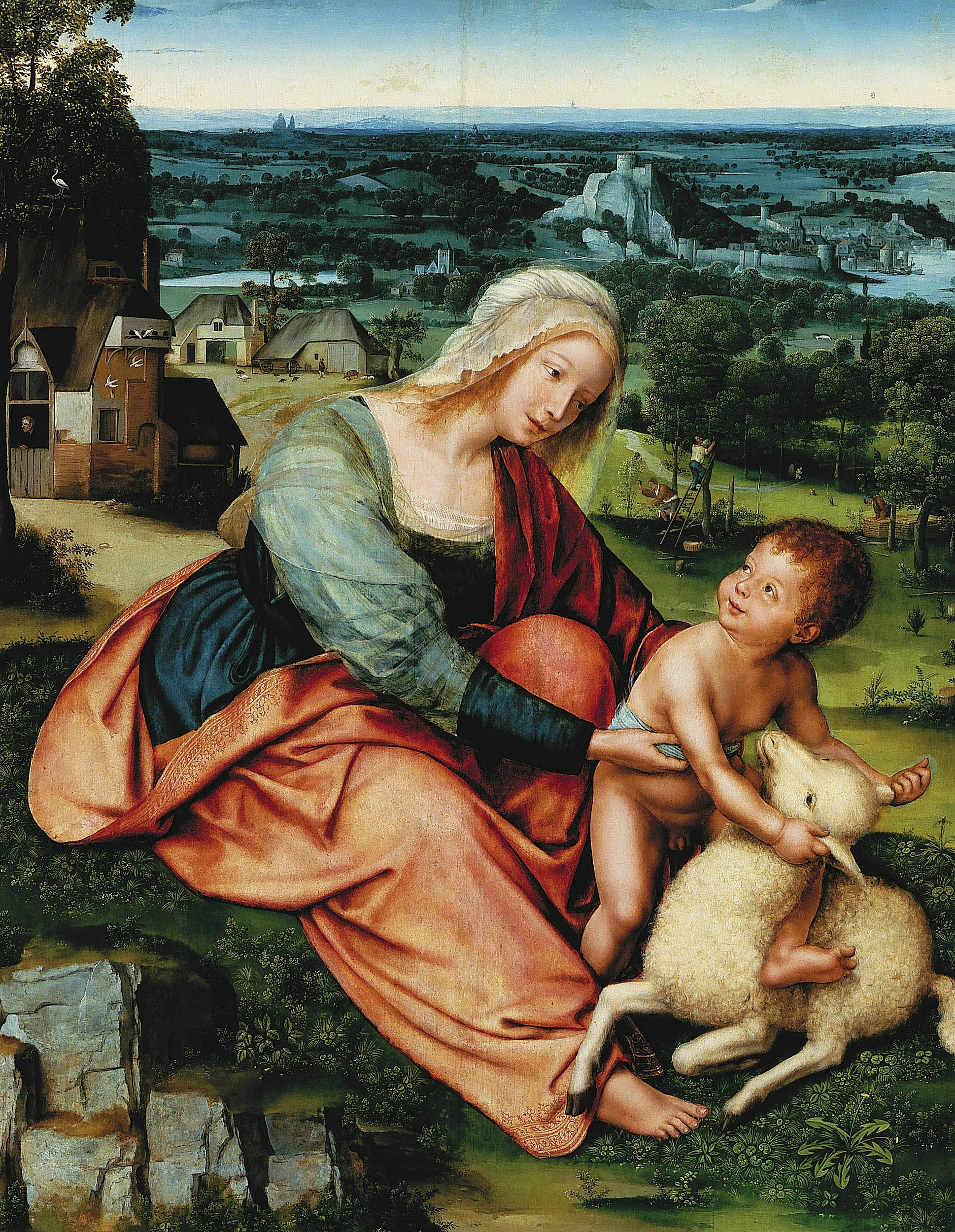
『聖母子と子羊』
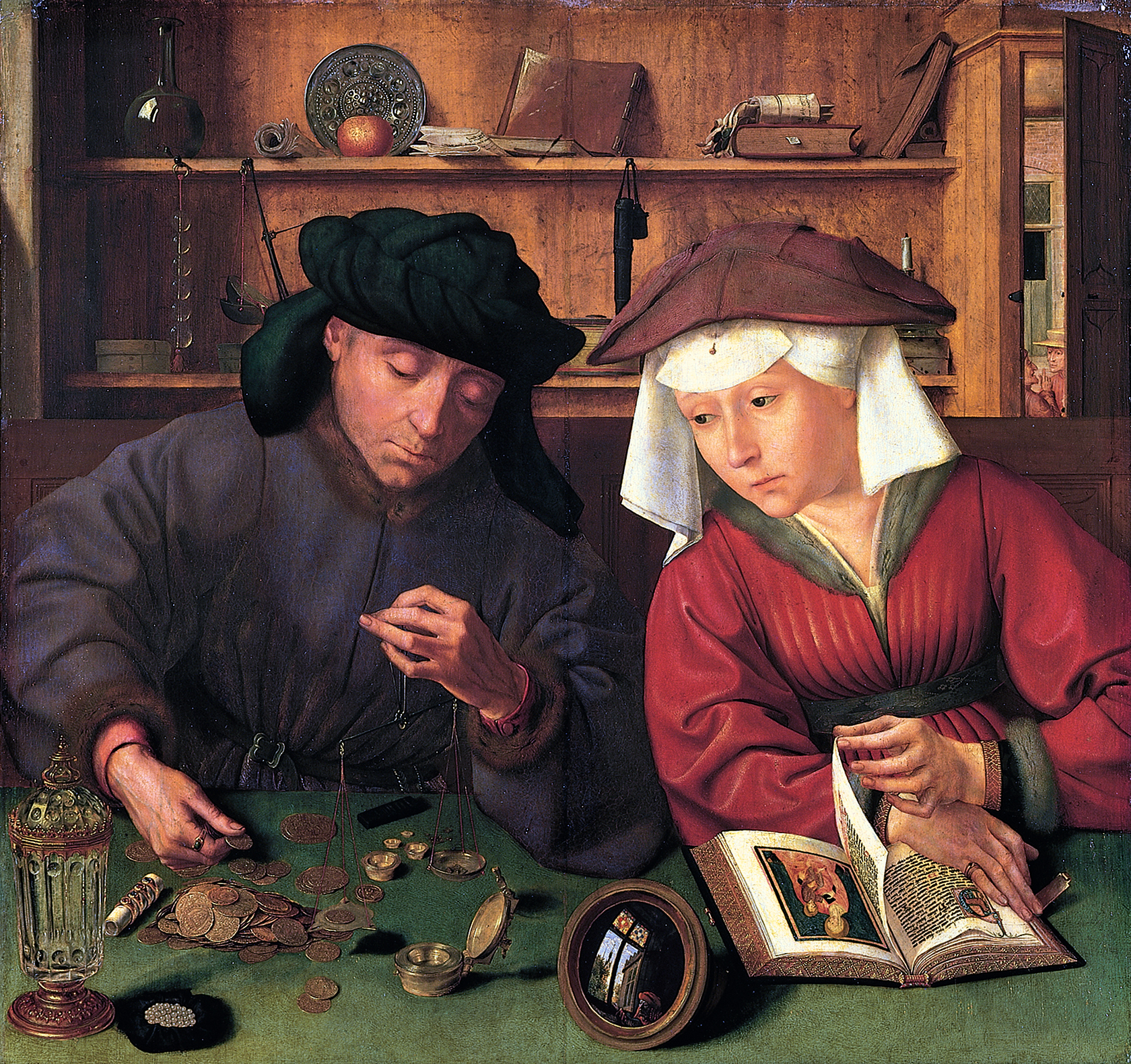
『両替商とその妻』、ルーヴル美術館
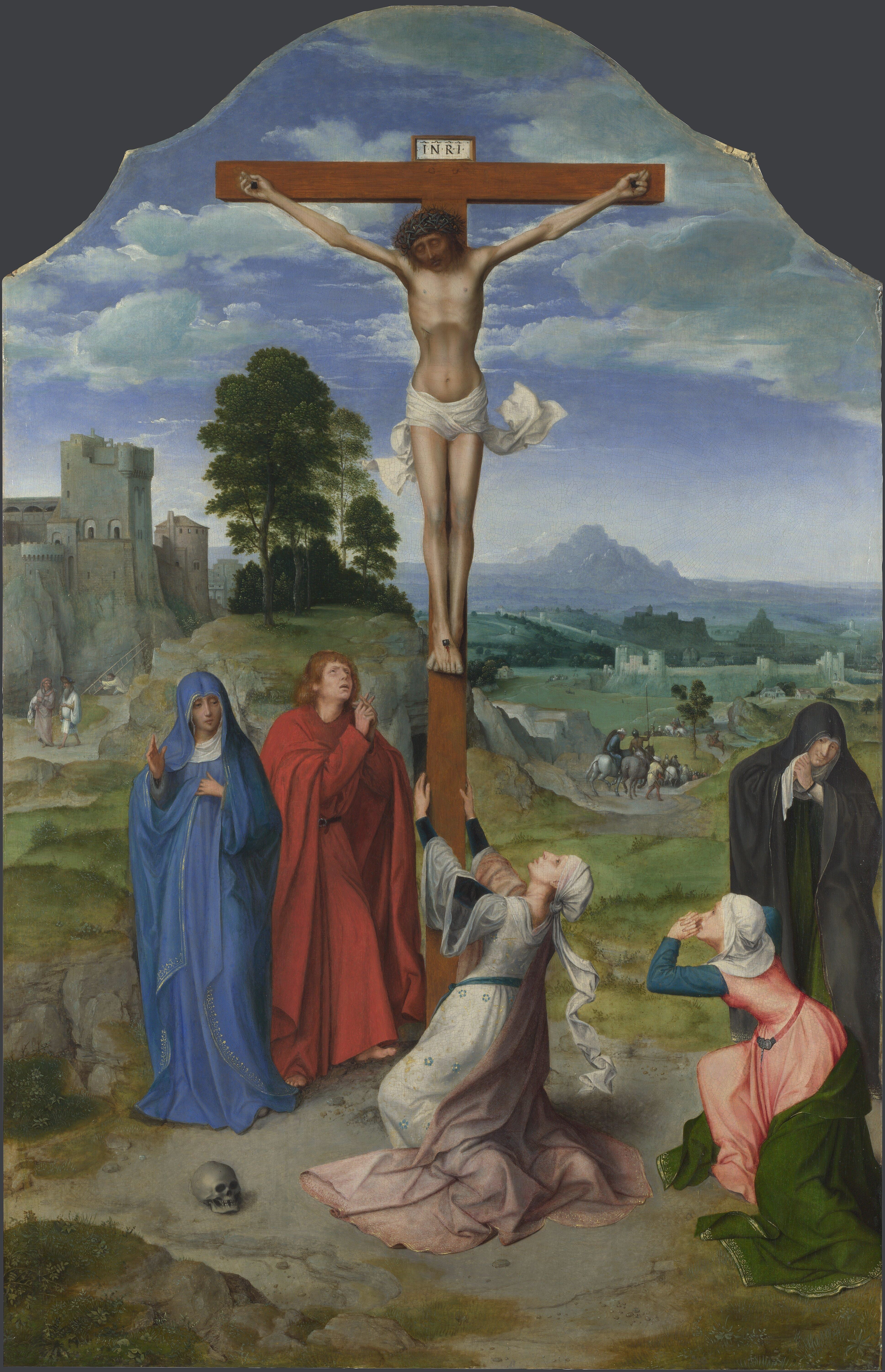
十字架のキリスト

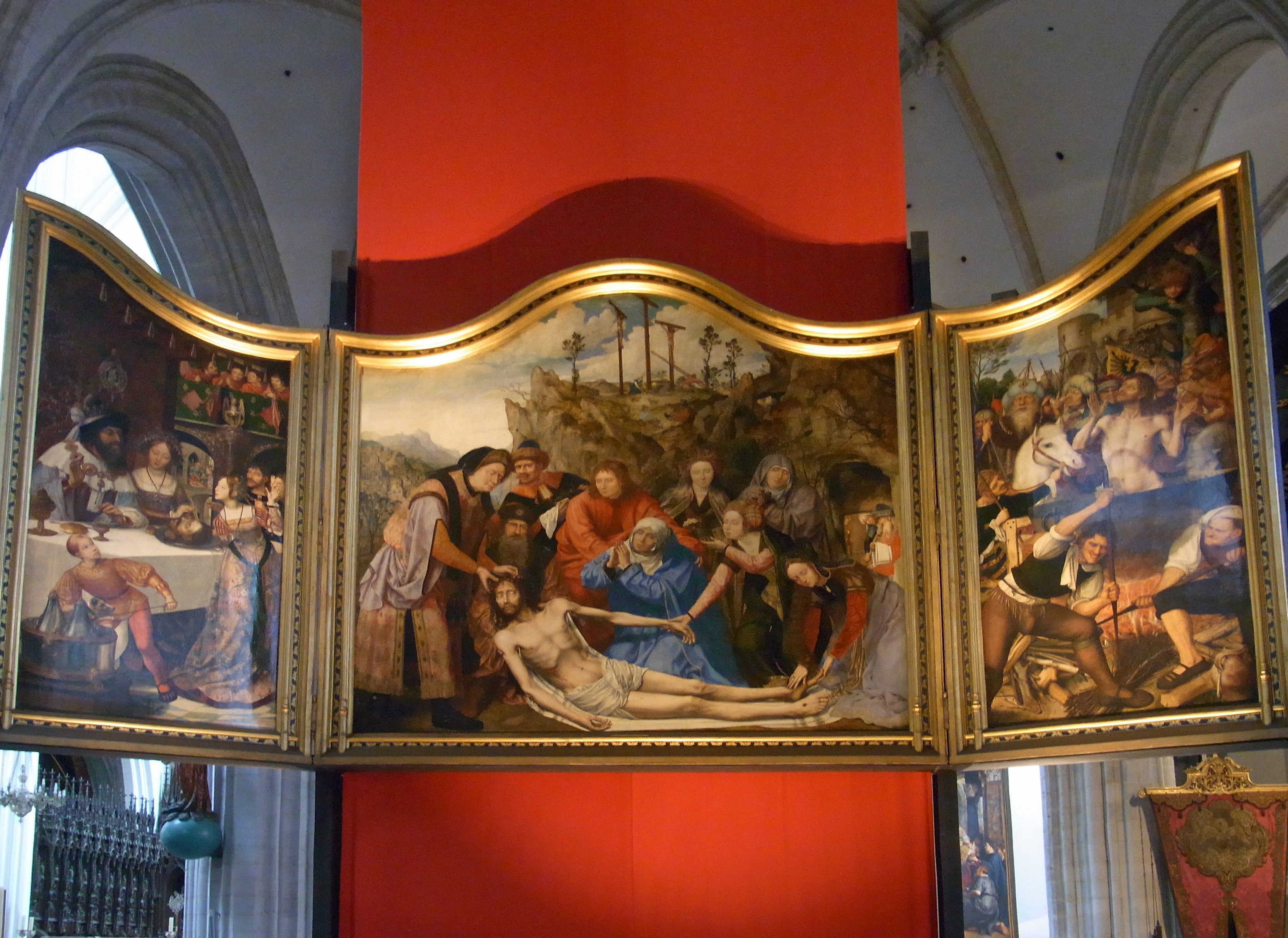
『指物師ギルドの祭壇画』、アントワープ王立美術館
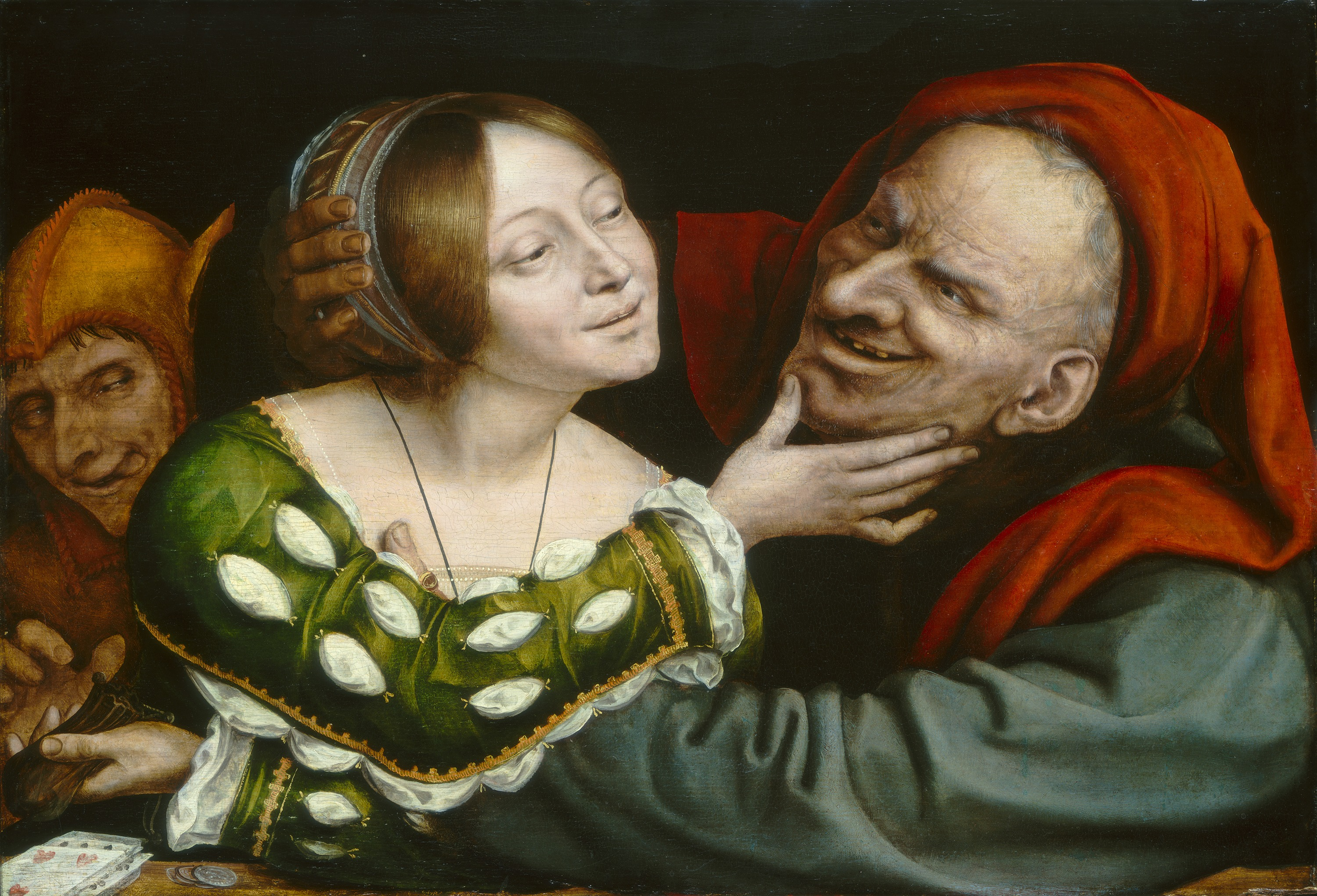
『不釣り合いなカップル』
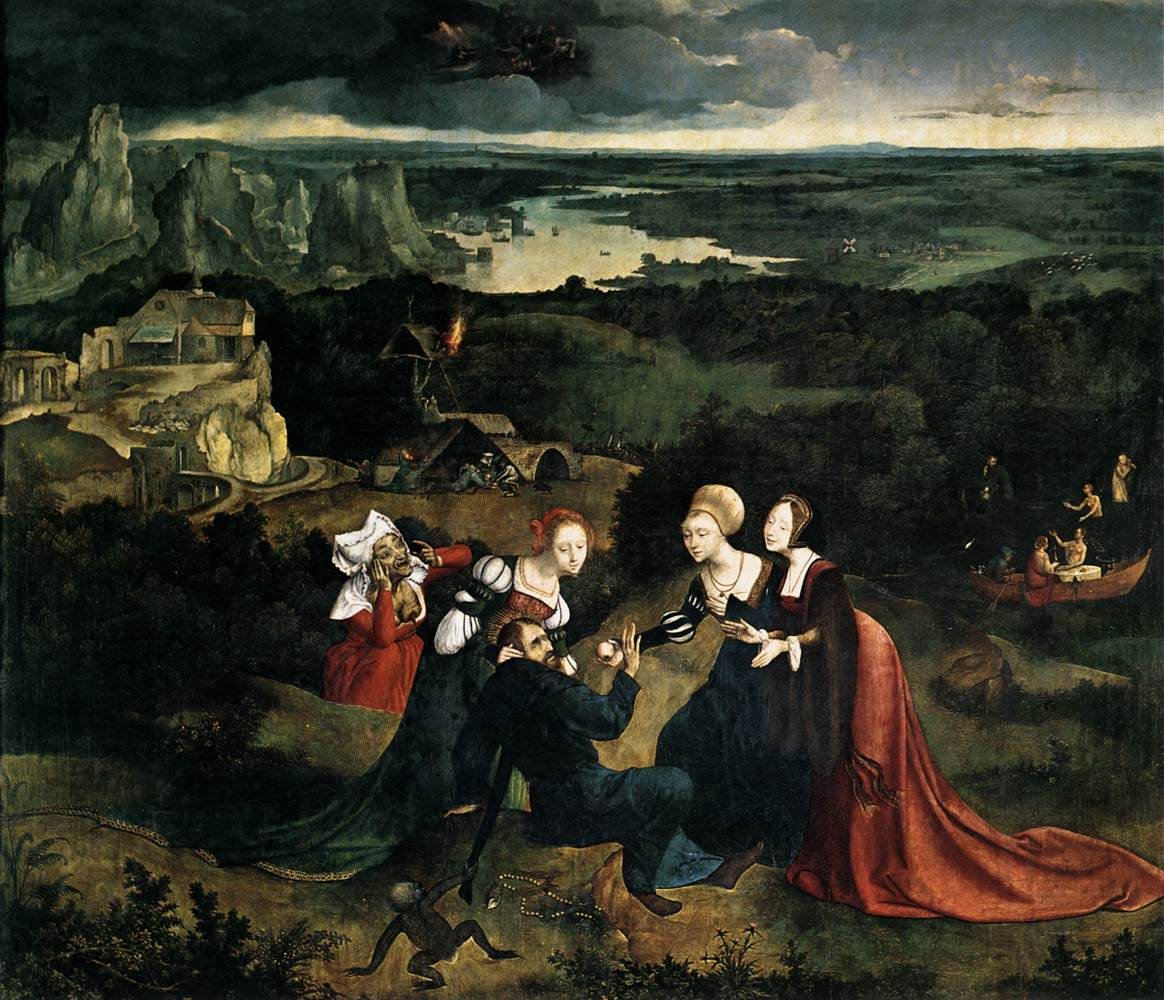
『聖アントニウスの誘惑』、プラド美術館